# 越谷達之助
越谷 達之助（こしたに たつのすけ、1909年 - 1982年）は、日本の音楽教育家、作曲家、伴奏ピアニスト。
1931年、東京音楽学校師範科を卒業。和歌山師範学校に教官として赴任する。その後、俳優（芸名・高倉彰）を経て作曲家、伴奏ピアニスト（特に三浦環の伴奏家として著名）として各地で活躍する。第二次世界大戦後は、青山学院高等部に長年勤め、その傍ら同学院大学、短大講師を務めた。教育者としては一級であった。

## 作品
- 初恋（石川啄木の詩に付曲したもので有名な日本歌曲。越谷の代表作）
- たわむれに（石川啄木の詩に作曲）
- やわらかに柳あおめる
- 夢の子守唄

### 校歌
- 川越市立霞ヶ関東中学校 校歌　※作詞：薩摩忠
- 日本工業大学 校歌　※作詞：神保光太郎
- 調布市立第三小学校 校歌　※作詞：近藤忠義
- 大田市立池田中学校 校歌